# Phoenicanthus obliquus
Phoenicanthus obliquus är en kirimojaväxtart som först beskrevs av Joseph Dalton Hooker och Thomas Thomson, och fick sitt nu gällande namn av Arthur Hugh Garfit Alston. Phoenicanthus obliquus ingår i släktet Phoenicanthus och familjen kirimojaväxter. Inga underarter finns listade i Catalogue of Life.